# 精神病人 (過時術語)

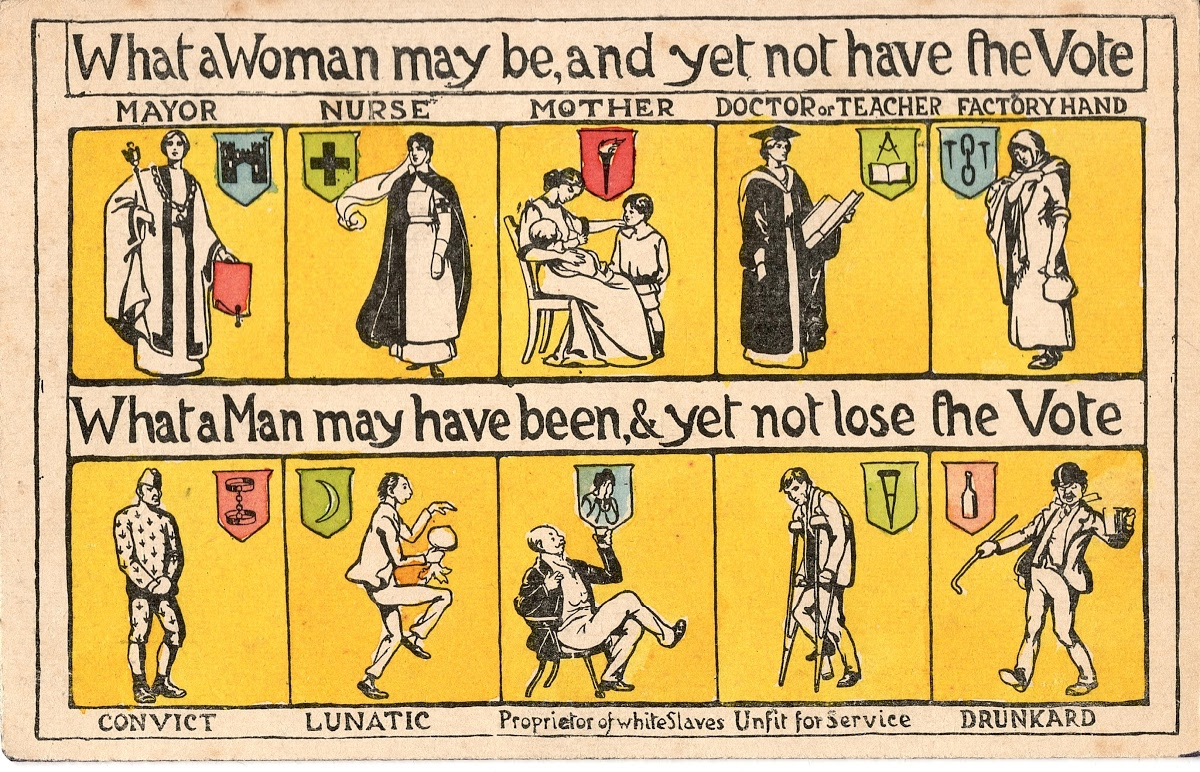
A suffragist postcard depicting a lunatic, symbolized by a moon.

“精神病人”是香港和英语世界一個過時的醫學及法律術語，用於指稱被視為有精神病、危險、愚蠢或瘋狂的人——這些狀態曾被統稱為“精神錯亂”（lunacy）。該英文字源自拉丁语lunaticus，意為「月亮的」或「滿月的」，後用於指癲癇及瘋狂，因它們當時被認為是由月亮或滿月引起的疾病。
現多改用「精神不健全的人」（person of unsound mind）以替代該術語。

## 法例中「精神病人」一詞的使用
在英格蘭及威爾斯，《1890至1922年精神錯亂法令》使用「精神病人」（lunatics），而《1930年精神治療法令》改用「精神不健全的人」（person of unsound mind）以替代該法律術語，並將「收容所」（asylum）一詞替換為「精神病院」（mental hospital）。《1959年的精神健康法令》的表述則為「精神病」（mental illness）。「精神不健全的人」亦是1950年《歐洲人權公約》英文版中使用的術語，作為一種可以通過司法程序剝奪自由的人。根據《1946年國民保健署法令》，犯罪精神病人於1948年成為布羅德穆醫院的患者。
2012年12月5日，美國眾議院通過參議院早些時候批准的法例，將「精神病人」（lunatic）一詞從美國所有聯邦法律中刪除。時任總統巴拉克·奧巴馬於2012年12月28日簽署《2012年21世紀語言法令》，使其成為法律。

## 外部連結
- Does the full moon have any effects on mood? (cites research studies: 2 negative, 1 positive)
- Crackdown on lunar-fuelled crime （页面存档备份，存于） – BBC News, 5 June 2007